# Jalasjoki (vattendrag, lat 61,10, long 23,15)
Jalasjoki är ett vattendrag i Finland. Det ligger i Pungalaitio i den södra delen av landet, 140 km nordväst om huvudstaden Helsingfors.